# غرينفيلد (بيدفوردشير)
غرينفيلد (بالإنجليزية: Greenfield, Bedfordshire)‏ هي قرية تقع في المملكة المتحدة في شرق انجلترا.